# Cyklon-4
Cyklon-4 – ukraińska rakieta nośna, czwarta z rodziny rakiet Cyklon. Miała być przeznaczona do startów komercyjnych, jednak program jej budowy został anulowany. Większa część konstrukcji została zapożyczona z wycofanej rakiety Cyklon-3.

## Dane techniczne
Cyklon-4 miał być rakietą trójstopniową zbudowaną na podstawie rakiety Cyklon-3 (dwa pierwsze stopnie). Dodany został nowy stopień górny, wyposażony w silnik RD-861K z możliwością wielokrotnego zapłonu. Rakieta miała dostać ulepszony system kontrolny i system paliwowy. Cyklon-4 miał mieć nową aerodynamiczną osłonę ładunku o średnicy 4 metrów, konstrukcyjnie zbliżoną do osłony z rakiety Ariane 4. Zdolność wynoszenia rakiety szacowano na 5300 kg na niską orbitę okołoziemską i 1800 kg na geostacjonarną.

## Miejsca startu
Głównym miejscem startu rakiety Cyklon-4 miał być brazylijski kosmodrom Alcântara, jednak planowano też wykorzystanie wyrzutni w rosyjskich kosmodromach Plesieck i Bajkonur.

## Historia projektu
Prace nad Cyklonem-4 rozpoczęły się w 2002, wtedy pierwszy lot miał się odbyć w 2006. Z powodu opóźnień w produkcji ostatecznym terminem pierwszego startu (z brazylijskiego kosmodromu) miały być lata 2011–2015 na podstawie deklaracji podpisanej w 2009 przez prezydentów Brazylii (Luiz Inácio Lula da Silva) i Ukrainy (Wiktor Juszczenko), pomimo spekulacji na temat porzucenia przez rząd brazylijski współpracy z Ukrainą i zaakceptowania oferty na rosyjskie rakiety Angara. Z powodu kłopotów finansowych, technicznych i licznych opóźnień, a także wątpliwości co do przyszłej opłacalności projektu, Brazylia w 2015 roku wycofała się ze współpracy, co oznaczało anulowanie programu Cyklon-4.
KB Jużnoje pracuje obecnie nad rakietą Cyklon-4M, jednak jej stopień główny będzie zmodyfikowanym stopniem z rakiety Zenit-2, z Cyklona-4 pochodzić ma stopień drugi oraz osłona ładunku.